# Le Sens de l'histoire
Le Sens de l'histoire était une émission de télévision française de documentaires historiques présentée par Jean-Luc Hees jusqu'en 1999 puis par Séverine Labat et diffusée tous les dimanches après-midi sur La Cinquième chaîne. 

## L'émission
Le concept du magazine consistait en un documentaire sur un grand thème de l'histoire contemporaine (les camps de concentration, la guerre d'Algérie, la chute du mur de Berlin, etc.) suivi d'un débat avec des invités ayant participé aux événements ou des spécialistes du sujet.